# Gåte

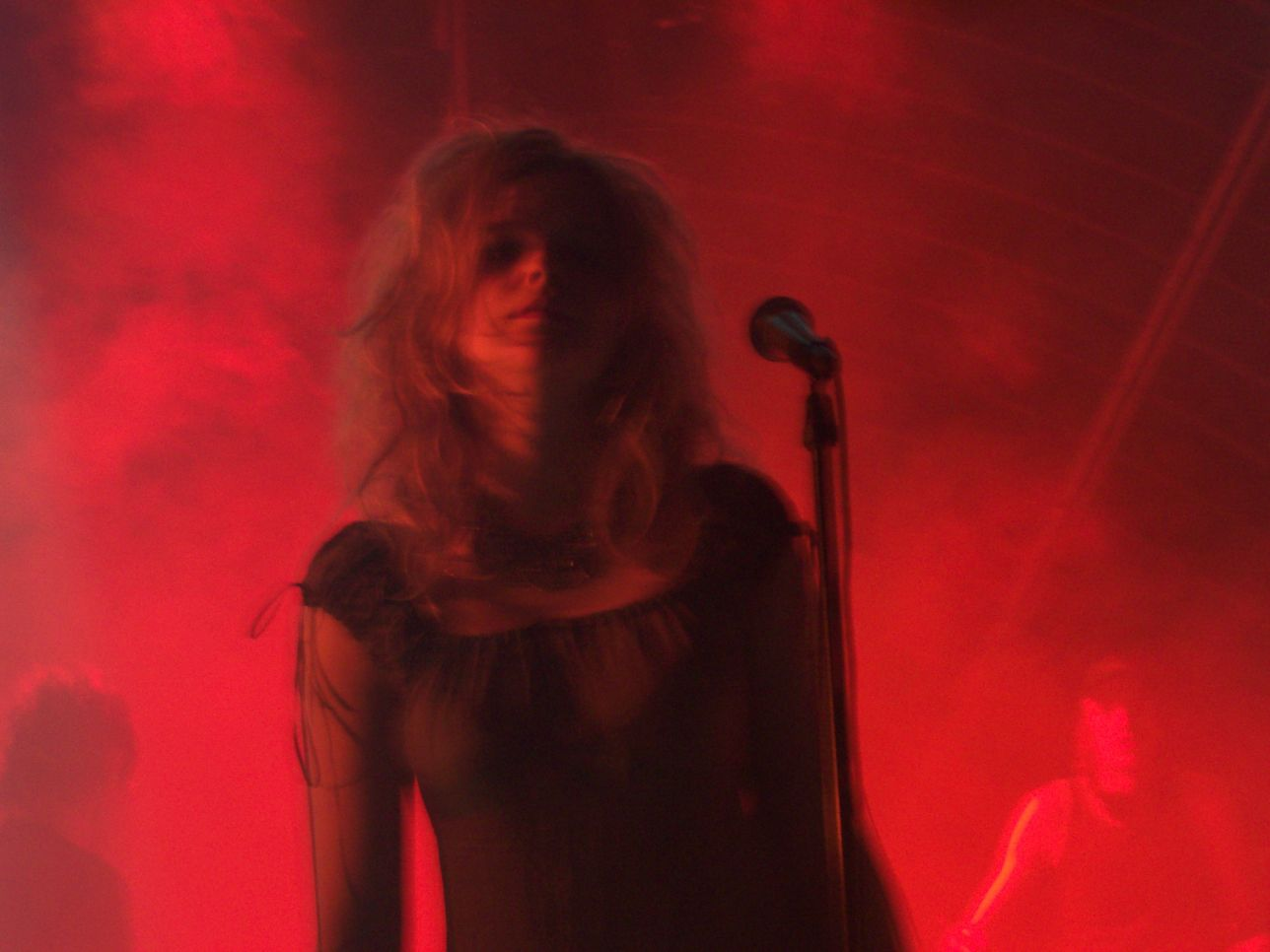
Gunnhild Sundli, Sängerin von Gåte

Gåte (deutsch: Rätsel) ist eine norwegische Band, deren Musik eine Mischung aus Folk-Rock, Heavy Metal und melodiösem Rock ist.

## Werdegang
Charakteristisch für die Band ist der Gesang von Gunnhild Sundli und der Ersatz der Leadgitarre durch eine Geige. Die meisten Titel von Gåte basieren inhaltlich auf traditionellen norwegischen Volksliedern und Erzählungen sowie auf der Gegenwartslyrik von Astrid Krog Halse, z. B. die Titel Følgje („Freund“) und Stengd dør („Verschlossene Tür“). 2002 erhielt die Band für ihre CD Jygri den Spellemannprisen. Das Album Iselilja wurde von Alex Møklebust, dem Sänger der Band Zeromancer produziert; es stieg in Norwegen auf Platz 1 der Charts. Gåte pausierte nach ihrem letzten Livekonzert, welches am 31. Dezember 2005 in Setesdal stattfand. Im Januar 2024 wurde die Band mit dem Lied Ulveham als Teilnehmer am Melodi Grand Prix 2024 vorgestellt. Gåte gewannen den Vorentscheid und vertraten daraufhin Norwegen beim Eurovision Song Contest 2024 in Malmö. Im Finale am 11. Mai belegten sie den 25. und damit letzten Platz.

## Festival-Auftritte in Deutschland
- Highfield-Festival (Erfurt, 2005)
- M’era Luna Festival (Hildesheim, 2005)

## Diskografie

### Alben
| Jahr | Titel    | Höchstplatzierung, Gesamtwochen, AuszeichnungChartsChartplatzierungen (Jahr, Titel, Platzierungen, Wochen, Auszeichnungen, Anmerkungen) | Anmerkungen                              |
| Jahr | Titel    | NO | Anmerkungen                              |
| ---- | -------- | --- | ---------------------------------------- |
| 2002 | Jygri    | NO1 Platin · (23 Wo.)NO | Erstveröffentlichung: 16. September 2002 |
| 2004 | Iselilja | NO3 (17 Wo.)NO | Erstveröffentlichung: 18. Oktober 2004   |
| 2006 | Liva     | NO15 (5 Wo.)NO | Erstveröffentlichung: 3. April 2006      |
| 2018 | Svevn    | NO11 (1 Wo.)NO | Erstveröffentlichung: 2. November 2018   |
| 2021 | Nord     | — | Erstveröffentlichung: 3. Dezember 2021   |
| 2024 | Ulveham  | — | Erstveröffentlichung: 3. Mai 2024        |

### EPs
| Jahr | Titel                     | Höchstplatzierung, Gesamtwochen, AuszeichnungChartsChartplatzierungen (Jahr, Titel, Platzierungen, Wochen, Auszeichnungen, Anmerkungen) | Anmerkungen |
| Jahr | Titel                     | NO | Anmerkungen |
| ---- | ------------------------- | --- | ----------- |
| 2002 | Gåte                      | NO2 (8 Wo.)NO |             |
| 2003 | Statt opp (Maggeduliadei) | NO4 (5 Wo.)NO |             |

Weitere EPs
- 2000: Gammel
- 2017: Attersyn
- 2021: Til Nord
- 2023: Vandrar

### Singles
| Jahr | Titel Album          | Höchstplatzierung, Gesamtwochen, AuszeichnungChartsChartplatzierungen (Jahr, Titel, Album, Platzierungen, Wochen, Auszeichnungen, Anmerkungen) | Anmerkungen |
| Jahr | Titel Album          | NO | Anmerkungen |
| ---- | -------------------- | --- | ----------- |
| 2004 | Sjå attende Iselilja | NO10 (5 Wo.)NO |             |
| 2024 | Førnesbrunen Vandrar | NO10 (1 Wo.)NO |             |

Weitere Singles
- 2009: Iselilja (mit The Blizzard)
- 2017: Stolt solvår
- 2017: Rideboll og gullborg
- 2018: Kom no disjka
- 2018: Bannlyst
- 2018: Tonen
- 2019: Huldra
- 2023: Svarteboka/Skarvane
- 2024: Ulveham
- 2024: På veg